# Jean-Claude Fournier
Pour les articles homonymes, voir Fournier.
 (janvier 2012).
Si vous disposez d'ouvrages ou d'articles de référence ou si vous connaissez des sites web de qualité traitant du thème abordé ici, merci de compléter l'article en donnant les références utiles à sa vérifiabilité et en les liant à la section « Notes et références ».
Jean-Claude Fournier, qui signe généralement du seul nom de Fournier, est un scénariste et dessinateur français de bande dessinée, né le 21 mai 1943 dans le 20e arrondissement de Paris.

## Biographie

### Débuts et les annéesSpirou(années 1960-1980)
Né à Paris mais de culture bretonne, Jean-Claude Fournier est un enfant solitaire, qui se passionne pour le dessin et la scène. À Lamballe, dans les Côtes-d'Armor, il obtient son bac, puis revient à Paris étudier le dessin, tout en suivant des cours du soir de théâtre.
En 1966, lors d'une séance de dédicaces, Jean-Claude Fournier montre à André Franquin des imitations des personnages de sa série préférée, Spirou et Fantasio. Convaincu par la justesse de son trait, Franquin le présente à Yvan Delporte, le rédacteur en chef du journal Spirou.
En 1967, les premières planches de Bizu sont publiées dans Spirou. Bizu est un poète sonneur de biniou qui vit dans la forêt de Brocéliande (une version enchantée) en compagnie d'un champignon parlant. En travaillant pour Dupuis, Fournier côtoie beaucoup Franquin, qui l'héberge lors de ses séjours à Bruxelles. Ce dernier, à l'époque, s'est lassé d'animer les aventures de Spirou et souhaite se consacrer pleinement à sa propre création, Gaston Lagaffe. Charles Dupuis et Yvan Delporte proposent alors à Fournier de succéder à Franquin sur la série Spirou et Fantasio.
S'ensuivra, entre 1968 et 1980, une série de neuf albums. Fournier apporte à la série une sensibilité écologique et quelques nouveaux personnages, dont Ororéa, héroïne séduisante, pour laquelle les héros Spirou et surtout Fantasio éprouveront pour la première fois quelques émotions. Il ajoute également aux aventures de Spirou et Fantasio des touches poétiques : dans l'album L'Ankou, il entraîne ses héros dans les Monts d'Arrée, en Bretagne, où règnent le mystère et la magie.
Parallèlement, Fournier collabore au quotidien Ouest-France, pour qui il crée notamment le personnage du Brigadier Brindamour, tout en travaillant à la formation de débutants bretons tels que Albert Blesteau, Jean-Luc Hiettre, Malo Louarn, Michel Plessix ou encore Emmanuel Lepage, qu'il accueille dans son atelier, tout comme André Franquin l'avait fait pour lui à ses débuts.
Fournier souhaitait réaliser une dixième histoire de Spirou et Fantasio intitulée La Maison dans la mousse. Le scénario était achevé et les premières planches dessinées. Toutefois les éditions Dupuis décidèrent qu'il était temps pour Fournier de passer la main.
En 1980, Fournier quitte donc la série, laissant place à Nic et Cauvin. L'année suivante, il participe à la création du festival Quai des Bulles.

### Diversification (années 1990-2010)

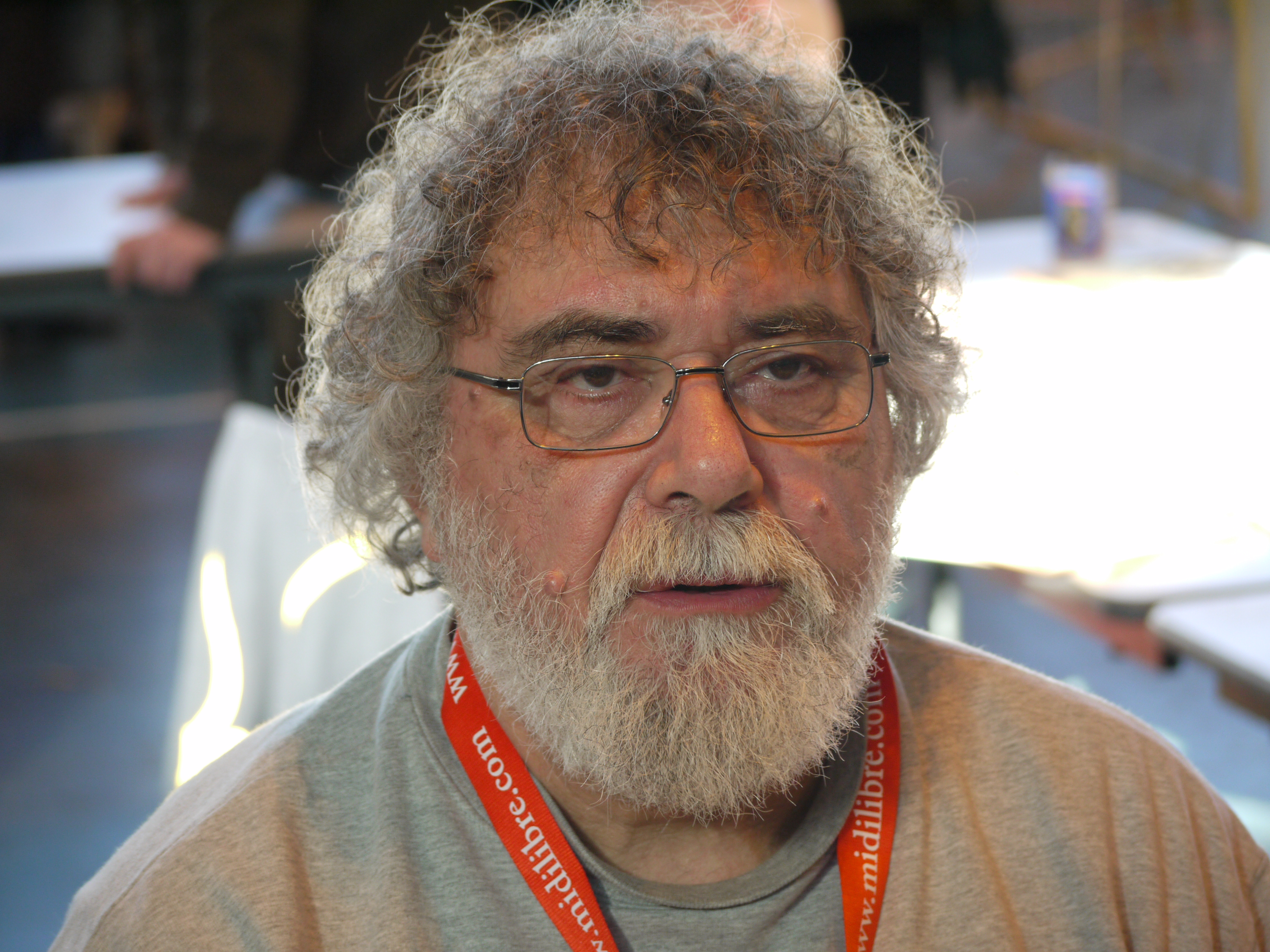
Jean-Claude Fournier à la neuvième édition du Festival du livre et de la bande dessinée de Bagnols-sur-Cèze en France.

Après une période de flottement, Fournier retourne à sa propre création, Bizu, dont il signe désormais des histoires longues, publiées par Fleurus sous la forme de deux albums sortis en 1986. Les éditions Dupuis lui proposent de reprendre le personnage. Quatre albums supplémentaires sortiront entre 1990 et 1994.
Puis l'auteur s'investit dans le festival Quai des Bulles, qui le récompense d'ailleurs en 1990. Il signe plusieurs illustrations pour l'évènement, dont l'affiche de l'édition de 1991. Quai des Bulles devient le plus second gros festival de la bande dessinée en France derrière le Festival international de la bande dessinée d'Angoulême.
Entre 1998 et 2003, Fournier dessine la série humoristique Les Crannibales, sur les scénarios de Zidrou. La série marque le grand retour du dessinateur dans le journal de Spirou, et huit albums sont édités par Dupuis.
En 2008, à l'âge de 65 ans, l'auteur change radicalement de style et adopte un dessin réaliste, en couleurs directes, pour signer le diptyque Les Chevaux du vent, avec Christian Lax au scénario, toujours chez Dupuis, mais dans la prestigieuse collection Aire libre. Les critiques saluent cette histoire émouvante d'une famille népalaise,, dont le second tome est publié en 2012.

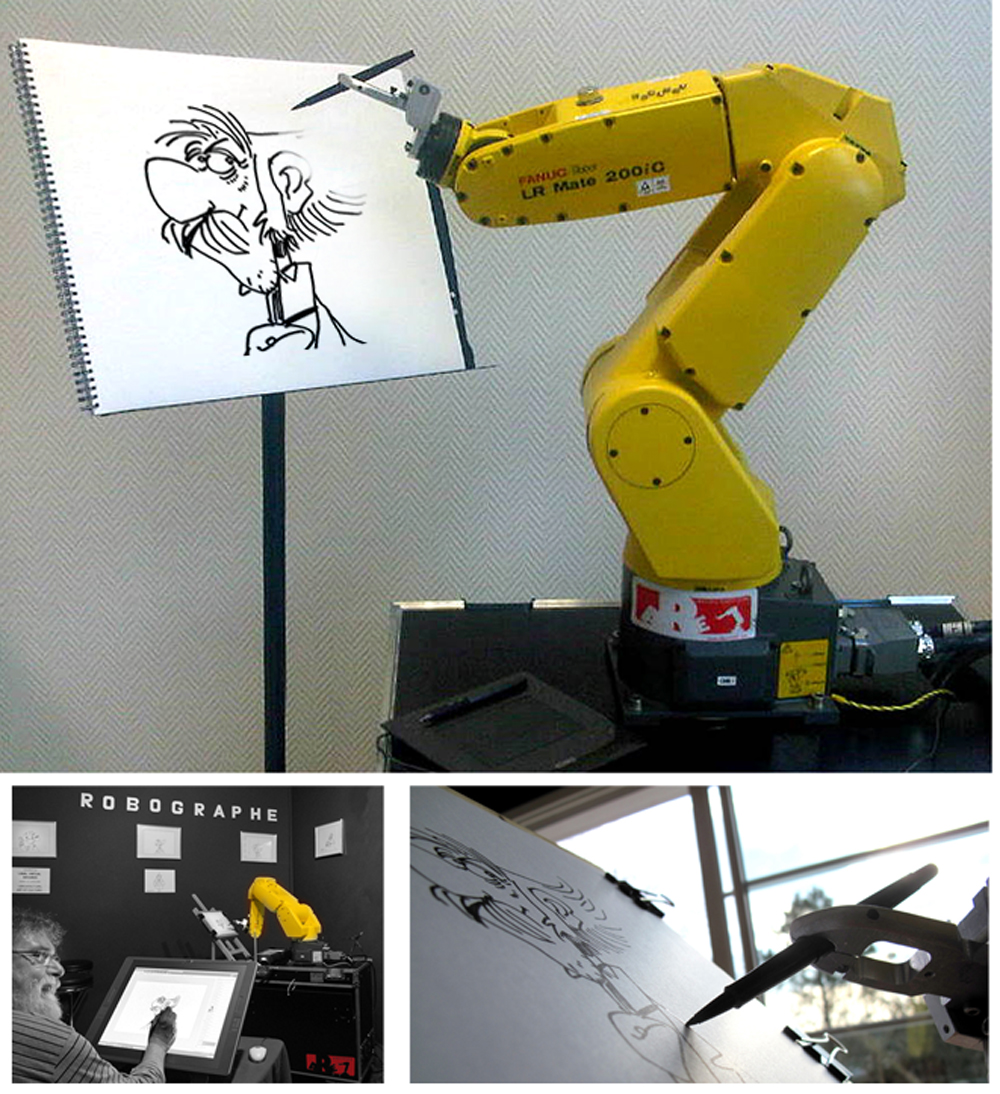
En mars 2010, un robographe reproduit le style graphique de l'auteur.

En 2013, Joub (textes) et Nicoby (dessins) consacrent à Fournier et à sa carrière un album de bande dessinée, Dans l'atelier de Fournier, publié chez Dupuis. La même année, l'éditeur de Marcinelle entame la publication d'une intégrale Bizu, en trois volumes.
En 2014, l'auteur est fait chevalier des Arts et des Lettres.
Trois ans plus tard, alors qu'il franchit ses 50 ans de carrière, il dévoile le premier tome d'un nouveau diptyque dessiné en style semi-réaliste, Plus Près de Toi, en collaboration avec le scénariste brestois Kris. Les critiques saluent cette histoire racontant la détention des prisonniers de guerre sénégalais dans des camps de travail bretons durant la seconde guerre mondiale,,.
Fournier est aussi un amateur de trains miniatures.

## Décorations
Officier de l'ordre des Arts et des Lettres (2022).

## Publications

### Périodiques
- Bizu, dans Spirou, 1967-1994[13].
- Spirou, dans Spirou, 1969-1979[13].
- Les Crannibales (dessin), avec Zidrou (scénario), dans Spirou, 1995-2005[13].

### Albums
- Spirou et Fantasio, Dupuis :

1. Le Faiseur d'or, 1970  (ISBN 2-8001-0022-2).
2. Du glucose pour Noémie, 1971  (ISBN 2-8001-0023-0).
3. L'Abbaye truquée, 1972  (ISBN 2-8001-0024-9).
4. Tora Torapa, 1973  (ISBN 2-8001-0327-2).
5. Le Gri-gri du Niokolo-Koba, 1974  (ISBN 2-8001-0398-1).
6. Du cidre pour les étoiles, 1975  (ISBN 2-8001-0462-7).
7. L'Ankou, 1977  (ISBN 2-8001-0553-4)[14]
8. Kodo le tyran, 1979  (ISBN 2-8001-0644-1).
9. Des haricots partout, 1980  (ISBN 2-8001-0700-6).

- Bonjour Bizu, Dupuis, collection « Péchés de jeunesse », 1982  (ISBN 2-8001-0918-1).
- Bizu, Fleurus :

1. Le Signe d'Ys, 1986  (ISBN 2-215-00837-7).
2. Le Fils de Fa Dièse, 1986  (ISBN 2-215-00883-0).

- Bizu, Dupuis :

1. Le Chevalier potage, 1990  (ISBN 2-8001-1726-5) (BNF 36204836).
2. Le Trio Jabadao, 1991  (ISBN 2-8001-1827-X).
3. La Croisière fantôme, 1992  (ISBN 2-8001-1956-X).
4. La Houle aux loups, 1994  (ISBN 2-8001-2129-7).

- Les Crannibales (dessin), avec Zidrou (scénario), Dupuis :

1. À table !, 1998  (ISBN 2800125829).
2. On mange qui, ce soir ?, 1999  (ISBN 2800125950).
3. Pour qui sonne le gras ?, 1999  (ISBN 2800127872).
4. L’Aile ou la cuisse ?, 2000  (ISBN 2800129425).
5. Crannibal pursuit, 2001  (ISBN 2800130970).
6. Abracada… Miam !, 2002  (ISBN 2800132450).
7. Crunch !, 2003  (ISBN 2800133570).
8. Pêche au gros, 2005  (ISBN 280013514X).

- Les Chevaux du vent (dessin), avec Christian Lax (scénario), Dupuis, coll. « Aire libre » :

1. Première partie, 2008  (ISBN 9782800141114).
2. Deuxième partie, 2012  (ISBN 9782800155807).

- Plus près de toi (dessin), avec Kris (scénariste), Dupuis, coll. « Aire libre » :

1. Première partie, 2017  (ISBN 9782800163000).
2. Deuxième partie, 2019  (ISBN 9782800173702).

- Fournier. Ma vie de rêves, Daniel Maghen éditions, 2024 (ISBN 9782356741547)

#### Livres
- Patrick Gaumer, « Fournier, Jean-Claude », dans Dictionnaire mondial de la BD, Paris, Larousse, 2010 (ISBN 9782035843319), p. 332-333.

#### Articles
- Frédéric Potet, « Le deuxième "père" de Spirou, ses coups de blues et ses bonheurs », Le Monde,‎ 28 octobre 2013 (lire en ligne ).
- Frédrique Pelletier, « Les chevaux du vent, t.1 : sur le toit du monde », dBD, no 27,‎ octobre 2008, p. 81.
- La bande dessinée en Bretagne, par Erwan-Chartier-Le Floc'h et Maël Rannou, in anthologie La Littérature bretonne de langue française, collectif, éditions Yoran Embanner, Fouesnant, 2020, p. 393-403.